# Katinka Bock
Pour les articles homonymes, voir Bock (homonymie).
Katinka Bock, née en 1976 à Francfort-sur-le-Main en Allemagne, est une sculptrice et plasticienne allemande vivant entre Paris et Berlin.

## Biographie
Diplômée de la Kunsthochschule Berlin-Weissensee en 2002, Katinka Bock obtient un post-diplôme en art à l'École nationale supérieure des beaux-arts de Lyon en 2005.
Elle s'intéresse d'abord à la vidéo qu'elle abandonne rapidement pour la sculpture. 
Elle est résidente à l'Académie de France à Rome (Villa Médicis) en 2012-2013.
Elle est représentée par la galerie Jocelyn Wolff (Paris) et la galerie Meyer Riegger (Berlin, Karlsruhe).

## Œuvre
En 2007, Katinka Bock filme le naufrage d'une barque emplie de pierres, en prise par le courant. Cette vidéo Couler un tas de pierres chargée de symbole inquiète le spectateur. L'eau est une matière qu'utilise souvent Katinka Bock.
Dans sa pratique de la sculpture, elle questionne le passage du temps et la représentation de l'espace.
Elle cherche à établir avec ses œuvres un rapport avec l’espace d’exposition ou avec une condition particulière du lieu.
Le matériau est toujours au cœur de ses projets. Elle emploie souvent des matériaux minéraux comme la céramique, la pierre calcaire, la terre crue, le goudron ainsi que l’eau ou des objets du quotidien. Elle explore la "coexistence" des matériaux tout en respectant les caractéristiques de chaque matière.
L’œuvre de Katinka Bock est proche Ian Kiaer, Killian Rutheman, Lydia Gifford, Eva Hesse et Gabriel Orozco. L'art de Katinka Bock refuse la monumentalité virile de la sculpture. Elle préfère utiliser des gestes simples comme plier, enrouler, poser. Katinka Bock utilise des matières molles comme le goudron, la céramique ou l’argile, qu'elle découpe, enroule sur elle même, plie, y laisse des traces et des empreintes.
En 2013, elle réalise la grande fontaine, une œuvre pérenne installée porte d'Aubervilliers à Paris, sur la ligne du tramway 3b.

## Expositions personnelles
- Gewissen, galerie OÙ, Marseille, 2006
- Bäume wachsen, Ströme fliessen: Wasser, Wärme, Monument, galerie Jocelyn Wolff, Paris, 2007
- Volumes en extension, centre d’art Passerelle, Brest, 2007
- Kanon, centre d'art contemporain de la Synagogue de Delme, Delme, 2008
- The sound of distance, De Vleeshal, Middelbourg, Pays-Bas[7], commissaire Lorenzo Benedetti, 2009
- Disapperaring behind landscape, Kunstverein Nürnberg, commissaire Kathleen Rahn, 2009
- Umland, Kaufhaus Joshke, Leipzig, 2009
- A sculpture for two different ways of doing two different things, galerie Jocelyn Wolff, Paris, 2009
- Fondazione Pastificio Cerere, Rome, 2009
- Katinka Bock, Kunstmuseum Stuttgart, 2010
- Die blaue Stunde, Meyer Riegger, Karlsruhe, 2011
- Les mots de demain, Rosascape, Paris, 2011
- Katinka Bock, Personne, Culturgest, Lisbonne, 2012
- 40 Räuber, MAMCO, Genève, 2013
- A and I, Henry Art Gallery, Seattle, commissaire Luis Croquer, 2014
- Tomorrows Sculpture, parc de sculpture de La Petite Escalère, 2014
- Februar, Meyer Riegger, Berlin, 2014
- Galerie Jocelyn Wolff, Paris, 2014
- Städtische Kunsthalle Lüdenscheid, 2014
- Radio / Tomorrow's Sculpture, Institut d'art contemporain, Villeurbanne, 2018[8]
- Pas de deux, avec Toni Grand, Toulouse, 2021[9]
- Silver, CRAC Occitanie, Sète, 2023

## Résidences
- 2006 : centre d’art contemporain Synagogue de Delme, Delme — galerie La Box, Ensa de Bourges
- 2007 : Cité internationale des arts, Paris — La Suite, Château Thierry
- 2010 : Museum of Contemporary Art, Detroit, USA
- 2011 : Gut Kartzitz, Rügen, Allemagne

## Prix
- 2002 : prix de la fondation Marion Ermer, Allemagne
- 2012 : prix de la fondation d'entreprise Ricard
- 2012 : prix Dorothea von Stetten, Allemagne